# Dicladocera tribonophora
Dicladocera tribonophora är en tvåvingeart som beskrevs av David Fairchild 1958. Dicladocera tribonophora ingår i släktet Dicladocera och familjen bromsar.
Artens utbredningsområde är Ecuador. Inga underarter finns listade i Catalogue of Life.